# Томпсон, Элизабет
Эли́забет То́мпсон, леди Ба́тлер (англ. Elizabeth Southerden Thompson, Lady Butler; 1846—1933) — британская художница-баталист, автор картин преимущественно на сюжеты из военной истории Великобритании XIX — начала XX веков.

## Биография

### Происхождение и ранние годы
Элизабет Томпсон родилась на вилле Клэрмонт (англ. Villa Claremont) в окрестностях Лозанны в семье Томаса Джеймса Томпсона (1812—1881) и Кристианы Уэллер (1825—1910). Её отец, выпускник Кембриджского университета, был состоятельным человеком и дважды баллотировался (неудачно) в парламент. Он много времени уделял детям: Элизабет и её младшей сестре Элис (впоследствии известной поэтессе и писательнице), дав им отличное домашнее образование. Мать Элизабет Томпсон занималась музыкой и живописью, прививая любовь к искусству и своим дочерям. Будущему мужу её представил Чарльз Диккенс — друг Томаса Джеймса Томпсона. Семья много путешествовала, и в детстве и юности Элизабет Томпсон подолгу жила за границей, прежде всего, в Италии (Лигурийская Ривьера).
Рисовать она начала очень рано, в Италии. В Лондоне сначала брала отдельные уроки, а с 1866 года на постоянной основе обучалась в Женской школе искусств в Южном Кенсингтоне, которой руководил Ричард Бурчетт (ныне Королевский колледж искусств). В 1862 году Элизабет Томпсон побывала в лондонской студии одного из основателей школы прерафаэлитов Джона Эверетта Милле, который впоследствии высоко ценил её творчество и считал её достойной избрания в Королевскую академию художеств. С 1869 года обучалась в Академии изящных искусств (Флоренция) у художника Джузеппе Беллуччи (1827—1882).
Первоначально молодую художницу занимали религиозные сюжеты («Магнификат», 1870), портреты и пейзажи, но во время поездки в Париж в 1870 году большое впечатление на неё произвели работы военной тематики Месонье и Детайля, и она решила посвятить себя батальному жанру. Впрочем, в 2010 году был обнаружен ранее неизвестный альбом эскизов карандашом, датированный 1868 годом и содержащий наброски эпизодов Крымской войны и битвы при Ватерлоо, что доказывает интерес художницы к этой теме и до визита в Париж. В 1872 году Элизабет Томпсон присутствовала на осенних манёврах британской армии у Саутгемптона и сделала несколько этюдов, один из которых, «Солдаты, поящие лошадей», был продан промышленнику Чарльзу Гэллоуэю, впоследствии ставшему заказчиком знаменитой «Переклички». Первое признание со стороны Королевской академии последовало после картины на тему недавней франко-прусской войны «Пропавший без вести» (1873); на выставке картина экспонировалась на невыгодном месте — под потолком (англ. skyed), однако всё же привлекла некоторое внимание.

### «Перекличка»

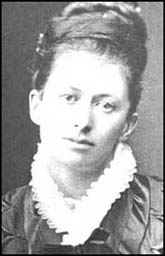
Фото (около 1877)

Следующая крупная работа Элизабет Томпсон — «Перекличка» (1874), посвящённая событиям Крымской войны, произвела сенсацию. Отборочная комиссия Королевской академии согласилась включить картину в ежегодную выставку, и она удостоилась похвал участника Крымской войны герцога Кембриджского и принца Уэльского (будущего короля Эдуарда VII). Ветераны войны подтверждали большую точность художницы в деталях, а прикованная к постели болезнью Флоренс Найтингейл попросила предоставить ей возможность ознакомиться с картиной и одобрительно высказалась о ней. Картина вызвала огромный интерес у публики: наплыв посетителей был так велик, что власти были вынуждены выделить полисмена для регулирования людского потока. Было принято решение отправить «Перекличку» в тур по стране; повсюду к ней выстраивались очереди. Картина разошлась в большом количестве гравюр ведущих британских гравёров.
Заказчик картины Чарльз Гэллоуэй (гонорар составлял 100 фунтов, затем был увеличен до 120 гиней) получал много предложений о перепродаже «Переклички», в том числе от принца Уэльского, однако отказывался расстаться с картиной. Наконец, она была затребована для ознакомления в Букингемский дворец (первый случай в истории Королевской академии), после чего королева Виктория выразила желание приобрести её в личную коллекцию. Гэллоуэй благоразумно согласился, но с условием, что автор напишет ещё одну картину для него, при этом Томпсон с учётом обретённой славы подняла гонорар до 1126 фунтов.
Необычайной популярности картины способствовал подъём британского национального самосознания в период активного расширения колониальной империи, вызвавший общественный запрос на работы военной тематики и вообще посвящённые крупным событиям в жизни страны. До массового распространения фотографии в прессе это была, наряду с гравюрами в периодических изданиях, своего рода журналистика. При этом Элизабет Томпсон продемонстрировала совершенно новый подход к военной тематике: если раньше подобные картины представляли собой панораму сражения или изображение подвига конкретного офицера, то в случае «Переклички» автор стремится запечатлеть «изнанку» войны, боль и страдания простых солдат. Также большой интерес вызывала сама личность автора: для викторианской эпохи было совершенно нехарактерно профессиональное занятие женщиной живописью, к тому же в батальном жанре. На пике популярности картины было продано не менее четверти миллиона фотографий художницы.

### На вершине славы

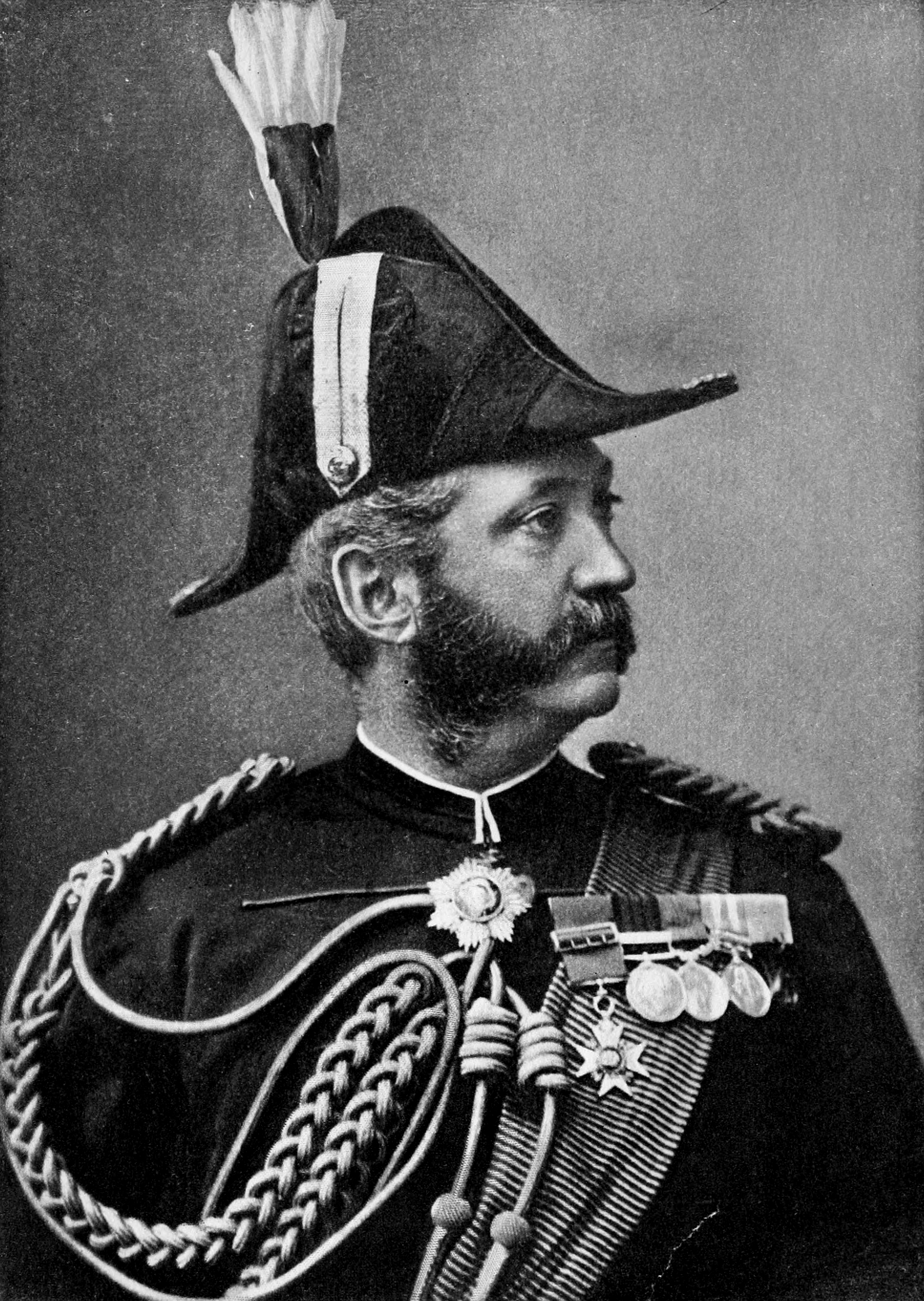
У. Ф. Батлер (1883)

После успеха «Переклички» Элизабет Томпсон стала почётным членом Общества женщин-художников, членом Королевского института акварелистов, однако так и не была избрана в Королевскую академию художеств (в 1879 году её кандидатура была отклонена с перевесом всего в два голоса). Она продолжала создавать большие, тщательно проработанные картины на военную тематику (примерно по одной в год), которые регулярно выставлялись в Королевской академии (всего 24 работы в период с 1873 по 1920 годы) и ведущих британских галереях, а также публиковалась в популярном иллюстрированном издании «The Graphic». Большое внимание художница уделяла достоверности изображения: известно, что она просила военных позировать ей в униформе и с оружием в её студии в Портсмуте. Королева Виктория ценила её работы и приобрела как минимум две из них. В середине 1870-х годов Томпсон была одним из самых популярных и узнаваемых художников Великобритании.
11 июня 1877 года Элизабет Томпсон сочеталась браком с Уильямом Фрэнсисом Батлером (1838—1910) — офицером (впоследствии генерал-лейтенантом) британской армии; церемонию венчания проводил кардинал Мэннинг. У пары было шестеро детей, один из которых рано умер. Батлер принадлежал к небогатому ирландскому католическому дворянскому роду; к 1877 году в его послужном списке уже были Британская Индия, экспедиция Уолсли, кампания против Ашанти (за которую он стал кавалером ордена Бани) и Наталь; он опубликовал несколько книг, в том числе историю своего полка. Последующая его карьера включала англо-зулусскую и англо-египетскую войны, восстание махдистов, кратковременное исполнение обязанностей губернатора Капской колонии незадолго до начала англо-бурской войны; он стал рыцарем-командором (1886) и рыцарем Большого креста (1906) ордена Бани. С 1899 года занимал различные должности на Британских островах, а в 1905 году вышел в отставку. Повсюду сопровождая мужа (с перерывами на путешествия по Италии и Франции), леди Батлер прониклась его критическими взглядами на колониализм Великобритании и сочувствовала идеям ирландского национализма, однако не оставила излюбленного жанра.

### Поздние годы
После выхода мужа в отставку леди Батлер переехала с ним в Ирландию (замок Банша, графство Типперэри). К началу XX века её работы стали восприниматься как анахронизм: времена изменились, и публика в большей степени ожидала прославления побед британской армии, а не реалистичного изображения войны, которое могло подорвать боевой дух солдат. Кроме того, у англичан не могло находить сочувствие стремление леди Батлер обратить внимание на бедственное положение католиков в Ирландии. Она испытывала сложности с продажей своих работ. В 1924 году (ровно через 50 лет после «Переклички») Королевская академия даже отклонила одну из её картин.
Леди Батлер овдовела в 1910 году, но продолжала жить в Банше до 1922 года, когда переехала к младшей из её шести детей, Эйлин, виконтессе Горманстон, и продолжала работать как минимум до 1930 года. После начала Первой мировой войны она не раз предоставляла свои акварели для благотворительных выставок и распродаж. Двое сыновей леди Батлер принимали участие в войне: Ричард выбрал духовную карьеру, вступил в орден бенедиктинцев и служил капелланом; Патрик был тяжело ранен в ноябре 1914 года в первой битве при Ипре, дослужился до полковника, был награждён орденом «За выдающиеся заслуги». Леди Батлер умерла в замке Горманстон (графство Мит) незадолго до своего 87-го дня рождения и была похоронена на кладбище Стамаллина.
Несмотря на большую популярность её работ в 1870—1880-х годах, Элизабет Томпсон так и не была избрана членом Королевской академии художеств. Первое избрание членом Академии женщины состоялось лишь в 1922 году.

## Отзывы критики и современников
Уже в начале карьеры работы Элизабет Томпсон удостоились положительных оценок коллег по цеху и критиков. Согласно её «Автобиографии» Милле после ознакомления с картиной «28-й полк при Катр-Бра» (1875) сказал, что скоро будет иметь удовольствие поздравить её с избранием в Королевскую академию — честью, которую она полностью заслуживает. Выдающийся британский теоретик искусства и критик Джон Рёскин назвал ту же картину «работой [настоящей] амазонки», сравнив мастерство автора с техникой Тёрнера и отказавшись от сказанных ранее слов о том, что женщина неспособна рисовать.
Самое влиятельное издание викторианской эпохи в области искусства — «The Art Journal» — в 1880 году назвало Элизабет Томпсон «художником огромной и неповторимой мощи» (англ. an artist of great and original power). Известный публицист Генри Блэкберн отмечал «истинно хогартовский дух анализа» в её работах.
Одна из самых известных работ Элизабет Томпсон — «Шотландия навеки!» — использована в оформлении немецкой почтовой открытки, однако с изменением английской униформы на прусскую. Изображение должно было символизировать победоносное наступление немецкой армии.
Эта работ довольно точно «процитирована» в советско-итальянском художественном фильме «Ватерлоо» (1970, режиссёр С. Ф. Бондарчук). Сцена атаки «шотландских серых» занимает около 5 минут экранного времени, в течение которых оператор неоднократно использует ракурс, соответствующий положению всадников на картине.

## Известные работы
| Изображение | Название на английском языке                                                                   | Название на русском языке                      | Год создания | Сюжет |
| ----------- | ---------------------------------------------------------------------------------------------- | ---------------------------------------------- | ------------ | --- |
|             | Calling the Roll After An Engagement, Crimea (также известна как The Roll Call)                | Перекличка после боя, Крым                     | 1874         | Крымская война, Инкерманское сражение. Перекличка гвардейских гренадер, обессиленных и израненных после победоносного, но тяжёлого для британцев сражения. |
|             | The 28th Regiment at Quatre Bras                                                               | 28-й полк при Катр-Бра                         | 1875         | Сто дней, битва при Катр-Бра. Картина основана на книге британского офицера и военного историка Уильяма Сайборна и изображает солдат 28-го Североглостерширского пехотного полка, построившихся в каре для отражения атаки французской кавалерии.                |
|             | The Remnants of an Army, Jellalabad, January 13, 1842 (также известна как Remnants of an Army) | Остатки армии, Джелалабад, 13 января 1842 года | 1879         | Первая англо-афганская война, отступление отряда Эльфинстона из Кабула. В ходе вынужденного отступления отряд Эльфинстона был полностью уничтожен афганцами, гибели или плена избежали единицы, среди них — военный врач Уильям Брайдон.                         |
|             | The Defence of Rorke’s Drift                                                                   | Оборона Роркс-Дрифт                            | 1880         | Англо-зулусская война, сражение у Роркс-Дрифт. Героическая оборона здания бывшей лютеранской миссии, обращённого в госпиталь и склад, силами роты «B» 2-го батальона 24-го пехотного полка и отрядом военных инженеров от многократно превосходящих сил зулусов. |
|             | Scotland Forever!                                                                              | Шотландия навеки!                              | 1881         | Сто дней, битва при Ватерлоо. Один из наиболее драматичных эпизодов битвы: атака 2-го Королевского Северобританского драгунского полка («шотландских серых») на позиции 1-го корпуса Друэ д’Эрлона.                                                              |

## Книги
- Butler, Elizabeth. Letters from the Holy Land. — London: Adam and Charles Black, 1906. — 84 p.
- Butler, Elizabeth. From Sketch-book and Diary. — London: Adam and Charles Black, Burns and Oates, 1909. — 177 p.
- Butler, Elizabeth. An Autobiography. — London, Bombay, Sydney: Constable & Co., Ltd., 1922. — 337 p.

## Цитата
Я никогда не прославляла саму войну, но хотела запечатлеть её воодушевление и героизм.
Оригинальный текст (англ.)I never painted for the glory of war, but to portray its pathos and heroism.